# Davide Rummolo
Davide Rummolo (* 12. November 1977 in Neapel) ist ein ehemaliger italienischer Schwimmer. Er erschwamm eine olympische Bronzemedaille. Bei Europameisterschaften erhielt er je einmal Gold auf der 50-Meter-Bahn und auf der 25-Meter-Bahn.

## Sportliche Karriere
Der 1,80 Meter große Davide Rummolo war Angehöriger der Carabinieri.
Bei den Europameisterschaften 1999 in Istanbul erreichten zwei Italiener das Finale über 200 Meter Brust. Domenico Fioravanti wurde Fünfter und Davide Rummolo belegte den sechsten Platz. Wegen einer Umstellung im Veranstaltungskalender wurden bereits im Juli 2000 die Europameisterschaften in Helsinki ausgetragen. Über 200 Meter Brust wurde Fioravanti Zweiter hinter dem Russen Dmitri Komornikow, Rummolo belegte den achten Platz. Zwei Monate später verpasste Komornikow als Neuntschnellster des Halbfinales den Finaleinzug über 200 Meter Brust bei den Olympischen Spielen in Sydney. Im Endlauf siegte Fioravanti mit anderthalb Sekunden Vorsprung vor dem Südafrikaner Terence Parkin. 0,23 Sekunden dahinter schlug Rummolo als Dritter an und hatte seinerseits 0,15 Sekunden auf den viertplatzierten Australier Regan Harrison herausgeschwommen.
Im Juli 2001 bei den Weltmeisterschaften in Fukuoka wurde Fioravanti Vierter und Rummolo Siebter. Bei der Universiade in Peking gewann Rummolo den Titel über 200 Meter Brust mit 0,02 Sekunden Vorsprung vor seinem Landsmann Michele Vancini. Im September 2001 bei den Mittelmeerspielen in Tunis siegte Vancini vor Rummolo. Rummolo schwamm aber die Bruststrecke in der 4-mal-100-Meter-Lagenstaffel und gewann hier die Goldmedaille vor den Kroaten und den Franzosen.
Bei den Europameisterschaften 2002 in Berlin siegte Rummolo über 200 Meter Brust mit 0,4 Sekunden Vorsprung vor dem Franzosen Yohan Bernard. Die Lagenstaffel verfehlte mit der zehnten Vorlaufzeit den Finaleinzug. Viereinhalb Monate später gewann Rummolo auch den Titel bei den Kurzbahneuropameisterschaften in Riesa. 2003 bei den Weltmeisterschaften in Barcelona schied Rummolo über 100 Meter Brust im Vorlauf und über 200 Meter Brust im Halbfinale aus.